# Sugar Ray
Sugar Ray ist eine US-amerikanische Pop-Rock-Band, die 1992 in Kalifornien gegründet wurde.

## Bandgeschichte
Die Gruppe ergatterte einen Deal bei Atlantic Records, wo bis 2006 alle Alben erschienen sind. Das Debütalbum der Band, Lemonade and Brownies, wurde 1995 veröffentlicht und erregte Aufmerksamkeit insbesondere durch das Cover, auf dem die Schauspielerin Nicole Eggert nackt zu sehen ist. Mit den folgenden beiden Alben erreichten Sugar Ray jeweils Mehrfach-Platin. Mit Every Morning hatten sie 1999 einen internationalen Radiohit und einen Top-Ten-Hit in Großbritannien. Weitere Charthits waren Someday, Falls Apart und When It's Over. Nach 2001 ließ der Erfolg allerdings nach. Stetig sinkende Verkäufe der Nachfolgealben führten dazu, dass Sugar Ray 2006 von Atlantic keinen Vertrag mehr bekam.
2009 kehrten sie mit neuem Label (Pulse Recordings) und neuem Album Music for Cougars erfolgreich zurück.

## Diskografie

### Studioalben
| Jahr | Titel                     | Höchstplatzierung, Gesamtwochen, AuszeichnungChartplatzierungen (Jahr, Titel, Platzierungen, Wochen, Auszeichnungen, Anmerkungen) | Höchstplatzierung, Gesamtwochen, AuszeichnungChartplatzierungen (Jahr, Titel, Platzierungen, Wochen, Auszeichnungen, Anmerkungen) | Höchstplatzierung, Gesamtwochen, AuszeichnungChartplatzierungen (Jahr, Titel, Platzierungen, Wochen, Auszeichnungen, Anmerkungen) | Höchstplatzierung, Gesamtwochen, AuszeichnungChartplatzierungen (Jahr, Titel, Platzierungen, Wochen, Auszeichnungen, Anmerkungen) | Höchstplatzierung, Gesamtwochen, AuszeichnungChartplatzierungen (Jahr, Titel, Platzierungen, Wochen, Auszeichnungen, Anmerkungen) | Anmerkungen                           |
| Jahr | Titel                     | DE | AT | CH | UK | US | Anmerkungen                           |
| ---- | ------------------------- | --- | --- | --- | --- | --- | ------------------------------------- |
| 1995 | Lemonade and Brownies     | — | — | — | — | — | Erstveröffentlichung: 4. April 1995   |
| 1997 | Floored                   | — | — | — | — | US12 ×2Doppelplatin · (42 Wo.)US                                                                                                  | Erstveröffentlichung: 24. Juni 1997   |
| 1999 | 14:59                     | DE88 (1 Wo.)DE | AT24 (6 Wo.)AT | — | UK60 (1 Wo.)UK | US17 ×3Dreifachplatin · (66 Wo.)US                                                                                                | Erstveröffentlichung: 12. Januar 1999 |
| 2001 | Sugar Ray                 | DE49 (2 Wo.)DE | AT54 (2 Wo.)AT | CH53 (4 Wo.)CH | — | US6 Gold · (21 Wo.)US | Erstveröffentlichung: 12. Juni 2001   |
| 2003 | In the Pursuit of Leisure | — | — | — | — | US29 (7 Wo.)US | Erstveröffentlichung: 3. Juni 2003    |
| 2009 | Music for Cougars         | — | — | — | — | US80 (1 Wo.)US | Erstveröffentlichung: 21. Juli 2009   |
| 2019 | Little Yachty             | — | — | — | — | — | Erstveröffentlichung: 26. Juli 2019   |

### Kompilationen
| Jahr | Titel       | Höchstplatzierung, Gesamtwochen, AuszeichnungChartsChartplatzierungen (Jahr, Titel, Platzierungen, Wochen, Auszeichnungen, Anmerkungen) | Anmerkungen                         |
| Jahr | Titel       | US | Anmerkungen                         |
| ---- | ----------- | --- | ----------------------------------- |
| 2005 | The Best of | US136 (3 Wo.)US | Erstveröffentlichung: 21. Juni 2005 |

Weitere Kompilationen
- 2018: Greatest Hits

### Singles
| Jahr | Titel Album              | Höchstplatzierung, Gesamtwochen, AuszeichnungChartplatzierungen (Jahr, Titel, Album, Platzierungen, Wochen, Auszeichnungen, Anmerkungen) | Höchstplatzierung, Gesamtwochen, AuszeichnungChartplatzierungen (Jahr, Titel, Album, Platzierungen, Wochen, Auszeichnungen, Anmerkungen) | Höchstplatzierung, Gesamtwochen, AuszeichnungChartplatzierungen (Jahr, Titel, Album, Platzierungen, Wochen, Auszeichnungen, Anmerkungen) | Anmerkungen                                         |
| Jahr | Titel Album              | DE | UK | US | Anmerkungen                                         |
| ---- | ------------------------ | --- | --- | --- | --------------------------------------------------- |
| 1997 | Fly Floored              | — | UK58 (2 Wo.)UK | — | Erstveröffentlichung: 17. Juni 1997 feat. Super Cat |
| 1999 | Every Morning 14:59      | DE86 (9 Wo.)DE | UK10 (11 Wo.)UK | US3 Gold · (31 Wo.)US | Erstveröffentlichung: 2. Januar 1999                |
| 1999 | Someday 14:59            | DE87 (4 Wo.)DE | UK88 (1 Wo.)UK | US7 (32 Wo.)US | Erstveröffentlichung: 15. Juni 1999                 |
| 1999 | Falls Apart 14:59        | — | — | US29 (20 Wo.)US | Erstveröffentlichung: 28. Dezember 1999             |
| 2001 | When It’s Over Sugar Ray | DE68 (6 Wo.)DE | UK32 (3 Wo.)UK | US13 (22 Wo.)US | Erstveröffentlichung: 15. Mai 2001                  |

Weitere Singles
- 1995: Mean Machine
- 1995: 10 Seconds Down
- 1996: Iron Mic
- 1998: RPM
- 1998: Abracadabra
- 2001: Answer the Phone
- 2002: Ours
- 2003: Mr. Bartender (It's So Easy)
- 2003: Is She Really Going Out with Him?
- 2005: Shot of Laughter
- 2007: Into Yesterday
- 2009: Boardwalk
- 2019: Make It Easy

## Auszeichnungen für Musikverkäufe
| Goldene Schallplatte - Australien - 1999: für die Single Every Morning - 2000: für das Album 14:59 - Kanada - 2001: für das Album Sugar Ray - Neuseeland - 2025: für das Album The Best of | Platin-Schallplatte - Kanada - 1997: für das Album Floored - Neuseeland - 2023: für die Single Every Morning |

Anmerkung: Auszeichnungen in Ländern aus den Charttabellen bzw. Chartboxen sind in ebendiesen zu finden.
| Land/RegionAuszeichnungen für Musikverkäufe (Land/Region, Auszeichnungen, Verkäufe, Quellen) | Gold     | Platin     | Verkäufe  | Quellen              |
| -------------------------------------------------------------------------------------------- | -------- | ---------- | --------- | -------------------- |
| Australien (ARIA)                                                                            | 2× Gold2 | —          | 70.000    | aria.com.au          |
| Kanada (MC)                                                                                  | Gold1    | Platin1    | 150.000   | musiccanada.com      |
| Neuseeland (RMNZ)                                                                            | Gold1    | Platin1    | 37.500    | radioscope.co.nz NZ2 |
| Vereinigte Staaten (RIAA)                                                                    | 2× Gold2 | 5× Platin5 | 6.000.000 | riaa.com             |
| Insgesamt                                                                                    | 6× Gold6 | 7× Platin7 |           |                      |